# Starzyno (województwo pomorskie)
Starzyno (kaszb. Starzno lub też Starzëno) – wieś kaszubska w Polsce, położona na Pobrzeżu Kaszubskim w województwie pomorskim, w powiecie puckim, w gminie Puck, przy drodze wojewódzkiej nr 213.
W latach 1975–1998 wieś położona była w województwie gdańskim.

## Integralne części wsi
| SIMC    | Nazwa    | Rodzaj    |
| ------- | -------- | --------- |
| 0170802 | Głuszewo | część wsi |

## Historia
Pierwsze wzmianki o Starzynie (z roku 1207) wymieniają wieś jako własność cystersów oliwskich (darowizna księcia pomorskiego Sambora I). W roku 1772 Starzyno znalazło się na obszarze administracji zaboru pruskiego i pozostawało w nim do 1918 roku. Przed 1920 wieś nosiła nazwę niemiecką Groß Starsin, dawniej Starrin. Po I wojnie światowej należało do ówczesnego powiat morski II Rzeczypospolitej. Wraz z sąsiednimi Sulicicami była jedną z najbardziej rdzennych kaszubskich miejscowości powiatu puckiego i zarządzana przez polskiego dziedzica. Trwanie mieszkańców przy kaszubskości doprowadziło (poprzez administrację pruskiego zaborcy) do niekorzystnego poprowadzenia powiatowej linii kolejowej do Krokowej (linia ominęła Starzyno i Sulicice).
Podczas okupacji niemieckiej nazwa Groß Starsin w 1942 została przez nazistowskich propagandystów niemieckich (w ramach szerokiej akcji odkaszubiania i odpolszczania nazw niemieckiego lebensraumu) zweryfikowana jako zbyt kaszubska i przemianowana na nowo wymyśloną i bardziej niemiecką – Großstarsen.

## Infrastruktura
- Ochotnicza Straż Pożarna, wcielona do Krajowego Systemu Ratunkowo-Gaśniczego
- Szkoła Podstawowa im. Władysława Konefki[8]
- Kościół parafialny Św. Michała Archanioła[9]

## Zabytki
- Murowany kościół barokowy z 1649 roku ufundowany przez opata oliwskiego Aleksandra Kęsowskiego. W kościele znajduje się cenne wyposażenie[10]
- Pozostałości starego folwarku
- Brama wjazdowa z 1 poł. XIX wieku[10]
- Wieża przy bramie wjazdowej pochodzący z początku XIX wieku z zegarem pochodzącym prawdopodobnie z XVI wieku[10]
- Spichrz piętrowy z XVIII lub XIX wieku[10]
- Ruiny kuźni, dawnej śrutowni pochodzącej z końca XVII wieku[10]